# Scottish League Two 2017-2018
La Scottish League Two 2017-2018 è stata la 24ª edizione del torneo e ha rappresentato la quarta categoria del calcio scozzese.

## Squadre partecipanti
| Squadra         | Città              | Stadio             | Posizione 2016-2017                        |
| --------------- | ------------------ | ------------------ | ------------------------------------------ |
| Annan Athletic  | Annan              | Galabank Stadium   | 3º posto                                   |
| Berwick Rangers | Berwick-upon-Tweed | Shielfield Park    | 8º posto                                   |
| Clyde           | Cumbernauld        | Broadwood Stadium  | 9º posto                                   |
| Cowdenbeath     | Cowdenbeath        | Central Park       | 10º posto                                  |
| Edinburgh       | Edimburgo          | Meadowbank Stadium | 7º posto                                   |
| Elgin City      | Elgin              | Borough Briggs     | 5º posto                                   |
| Montrose        | Montrose           | Links Park         | 4º posto                                   |
| Peterhead       | Peterhead          | Balmoor Stadium    | 9º posto in Scottish League One 2016-2017  |
| Stenhousemuir   | Stenhousemuir      | Ochilview Park     | 10º posto in Scottish League One 2016-2017 |
| Stirling Albion | Stirling           | Forthbank Stadium  | 7º posto                                   |

## Classifica finale
|  | Pos. | Squadra         | Pt | G  | V  | N  | P  | GF | GS | DR  |
|  | ---- | --------------- | -- | -- | -- | -- | -- | -- | -- | --- |
|  | 1.   | Montrose        | 77 | 36 | 23 | 8  | 5  | 60 | 35 | +25 |
|  | 2.   | Peterhead       | 76 | 36 | 24 | 4  | 8  | 79 | 39 | +40 |
|  | 3.   | Stirling Albion | 55 | 36 | 16 | 7  | 13 | 61 | 52 | +9  |
|  | 4.   | Stenhousemuir   | 54 | 36 | 15 | 9  | 12 | 56 | 47 | +9  |
|  | 5.   | Clyde           | 51 | 36 | 14 | 9  | 13 | 52 | 50 | +2  |
|  | 6.   | Elgin City      | 49 | 36 | 14 | 7  | 15 | 54 | 61 | −7  |
|  | 7.   | Annan Athletic  | 47 | 36 | 12 | 11 | 13 | 49 | 41 | +8  |
|  | 8.   | Berwick Rangers | 37 | 36 | 9  | 10 | 17 | 31 | 59 | −28 |
|  | 9.   | Edinburgh       | 30 | 36 | 7  | 9  | 20 | 37 | 62 | −25 |
|  | 10.  | Cowdenbeath     | 22 | 36 | 4  | 10 | 22 | 23 | 56 | −33 |

Legenda:

      Campione di League Two e promossa in League One
      Ammesse ai play-off per la League One
      Ammessa ai play-out
Note:

Tre punti a vittoria, uno a pareggio, zero a sconfitta.

## Play-off
Ai play-off partecipano la 2ª, 3ª e 4ª classificata della League Two (Peterhead, Stirling Albion, Stenhousemuir) e la 9ª classificata della League One 2017-2018 (Queen's Park).

### Semifinali
| Squadra 1       | Totale | Squadra 2    | Andata | Ritorno |
| --------------- | ------ | ------------ | ------ | ------- |
| Stenhousemuir   | 3 – 2  | Queen's Park | 1 – 1  | 2 – 1   |
| Stirling Albion | 0 – 4  | Peterhead    | 0 – 1  | 0 - 3   |

### Finale
| Squadra 1     | Totale | Squadra 2 | Andata | Ritorno |
| ------------- | ------ | --------- | ------ | ------- |
| Stenhousemuir | 2 – 1  | Peterhead | 2 – 0  | 0 – 1   |

## Play-out
Ai play-out partecipano la 10ª classificata della League Two (Cowdenbeath), il campione della Highland Football League 2017-2018 (Cove Rangers) e il campione della Lowland Football League 2017-2018 (Spartans).

### Semifinale
| Squadra 1    | Totale | Squadra 2 | Andata | Ritorno |
| ------------ | ------ | --------- | ------ | ------- |
| Cove Rangers | 5 – 2  | Spartans  | 4 – 0  | 1 – 1   |

### Finale
| Squadra 1    | Totale | Squadra 2   | Andata | Ritorno |
| ------------ | ------ | ----------- | ------ | ------- |
| Cove Rangers | 2 – 3  | Cowdenbeath | 0 – 0  | 2 – 3   |

## Verdetti
- Montrose: Vincitore della Scottish League Two, promosso in Scottish League One 2018-2019.
- Stenhousemuir: Vincitore dei play-off, promosso in Scottish League One 2018-2019.